# Wyszka
Wyszka (ukr. Вишка) – wieś na Ukrainie, w obwodzie zakarpackim, w rejonie użhorodzkim, w hromadzie Kostryna. W 2025 liczyła 724 mieszkańców.